# بيني فاين
بيني فاين (بالإنجليزية: Benny Fine)‏ هو يوتيوبي أمريكي، ولد في 19 مارس 1981.

## وصلات خارجية
- بيني فاين على موقع IMDb (الإنجليزية)
- بيني فاين على موقع قاعدة بيانات الفيلم (الإنجليزية)